# Amarte es un placer
Amarte es un placer es el decimotercer álbum de estudio del cantante mexicano Luis Miguel, lanzado por Warner Music Group Latina el 13 de septiembre de 1999. Producido por el cantante, es un álbum pop con influencias de R&B y jazz. Luis Miguel estuvo más involucrado en la composición de las canciones en este disco que en trabajos anteriores y fue asistido por compositores como Arturo Pérez, Armando Manzanero y Juan Carlos Calderón. A diferencia de sus colegas contemporáneos como Ricky Martin y Enrique Iglesias, quienes se fusionaron al mercado de habla inglesa, él prefirió cantar y grabar en español en ese momento.
Se lanzaron cuatro sencillos para promocionar el álbum: «Sol, arena y mar», «O tú o ninguna», «Dormir contigo» y la canción principal «Amarte es un placer». Luis Miguel se embarcó en una gira mundial que duró desde septiembre de 1999 hasta mayo de 2000. Tuvo presentaciones en España, Sudamérica, México y Estados Unidos. La gira se convirtió en la más taquillera de un cantante de habla hispana.
Amarte es un placer debutó en el número uno en España y en la lista Billboard Top Latin Albums en Estados Unidos. Fue certificado oro en Estados Unidos y múltiple platino en Argentina, Chile, México y España. El álbum vendió más de 3 millones de copias en todo el mundo hasta 2007. El disco tuvo críticas mixtas de la prensa especializada; varios elogiaron la producción, así como la voz y las composiciones de Luis Miguel, pero otros pensaban que no difería de sus grabaciones anteriores y encontraron que la música era anticuada. El cantante recibió varios reconocimientos, incluidos los Premios Grammy Latinos por álbum del año y mejor álbum pop vocal y una nominación al Grammy por mejor álbum de pop latino.

## Antecedentes
En 1997, Luis Miguel publicó su duodécimo álbum de estudio Romances, que fue el tercer disco de su serie Romance donde realizó versiones de boleros clásicos latinoamericanos. Vendió más de 4.5 millones de copias y ganó el Premio Grammy al mejor álbum de pop latino en 1998. Para promocionar Romances, se embarcó en una gira por Estados Unidos, Latinoamérica y España que duró más de un año. Ese año, el cantante estaba entre los artistas latinos más exitosos a nivel internacional con ventas de más de 35 millones de copias en todo el mundo. En octubre de 1998, el compositor mexicano Armando Manzanero, que trabajó con Luis Miguel en los discos de Romance, confirmó a un periodista de Notimex que le estaba ayudando en un nuevo proyecto. Después de una ausencia de dos años de la escena musical, el artista anunció el 19 de julio de 1999 que lanzaría un nuevo álbum en septiembre. Indicó que sería un regreso al pop en lugar de las versiones de bolero que había grabado en la serie Romance. El nombre del disco, Amarte es un placer, fue anunciado el 17 de agosto de 1999.
Luis Miguel celebró una conferencia de prensa en el Casino de Madrid, España, en la fecha de lanzamiento del álbum el 13 de septiembre de 1999. Confirmó que era el primer disco en el que estaba muy involucrado en la composición de las canciones: «Aquí se hizo algo especial, probablemente porque tuve más tiempo para escribir algunas cosas», agregó. Cuando se le preguntó por qué optó por no grabar un álbum en inglés, como otros cantantes latinos que habían tenido éxito como Enrique Iglesias y Ricky Martin, respondió: «Creo que el español es un buen idioma. Me gusta mi idioma y realmente me siento orgulloso de él. No digo que no lo haré en el futuro, pero es que no es el momento adecuado para mí. Todo el mundo lo está haciendo ¿por qué debo hacerlo yo?». También se le preguntó sobre la falta de un dueto con su entonces novia, la cantante estadounidense Mariah Carey, a lo que respondió que no le gusta mezclar su vida personal con su carrera. Agregó que la música que interpreta se basa en sus sentimientos en ese momento e insinuó que el título del álbum fue influenciado por su relación con Carey.
Otros compositores como Armando Manzanero, Juan Carlos Calderón y Arturo Pérez, ayudaron a Luis Miguel con la redacción de las canciones del disco. La grabación tuvo lugar en los estudios A&M Studios, Cello Studios, Ocean Way Recording, Watersound y Record Plant en Hollywood, California donde el cantante se encargó de la producción.

## Composición

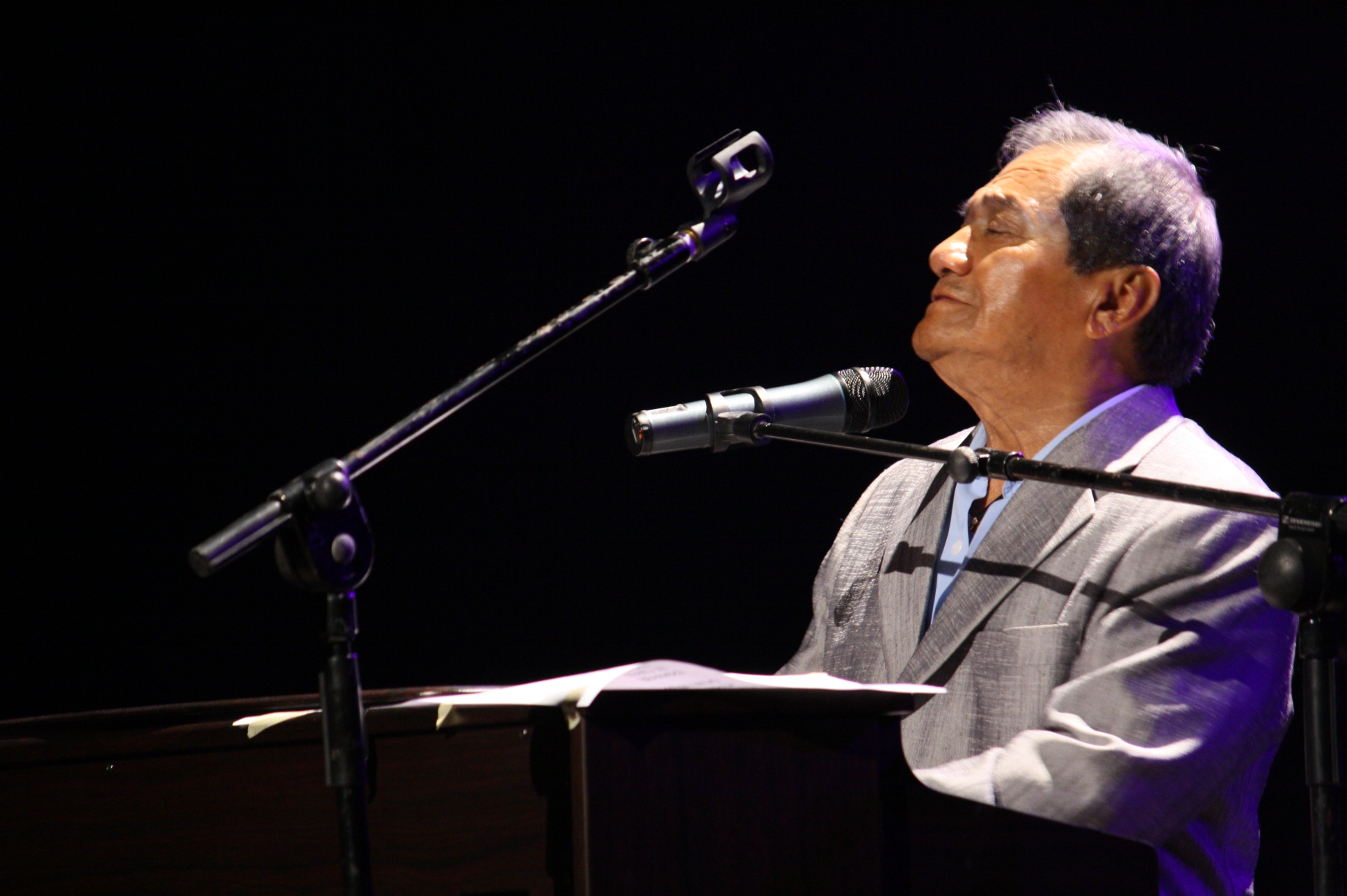
El cantautor mexicano Armando Manzanero, que trabajó con Luis Miguel en los discos de Romance, compuso tres canciones para el álbum: «Soy yo», «Dormir contigo» y «Ese momento».

Amarte es un placer es un álbum pop compuesto por doce canciones de amor. Consiste principalmente en baladas románticas orquestadas y varios temas de ritmo rápido. A diferencia de su anterior disco pop Nada es igual... (1996), que presentaba influencias de música dance y hip-hop, el énfasis de Amarte es un placer está en la música contemporánea para adultos. El tema de apertura, «Tu mirada» es una balada de rock con un solo de guitarra. Manzanero compuso tres baladas para el álbum: «Soy yo», «Dormir contigo» y «Ese momento». El último trata de una «narración breve de cuando dos cuerpos se fusionan en una pasión ardiente». En «Dormir contigo», el protagonista habla sobre la alegría de dormir con su interés amoroso. «Sol, arena y mar» es una canción de ritmo rápido que incluye trompas con influencias de jazz, que describe el «dolor de la separación» de un amor que «desapareció tan rápido como la espuma a la orilla del mar».
«Quiero» es un tema de «ritmo» R&B que incorpora cuerdas en su crescendo, un solo de saxofón e instrumentos de metal. «Tú, sólo tú» tiene influencia disco con medio tiempo. «Dímelo en un beso» es una balada pop que también incorpora música disco. «O tú o ninguna» es un bolero compuesto por Calderón, mientras que «No me fío» es una reminiscencia de una power ballad de los años 1980. «Te propongo esta noche», la única canción dance del álbum, comienza como una pista «suave» de R&B hasta que cambia a música club por la percusión a mitad del tema. El álbum cierra con la canción principal que presenta «dramáticos barridos orquestales» a lo largo de la melodía. El tema causó controversia cuando el compositor mexicano Marcos Lifshitz acusó a Calderón y Luis Miguel de plagiar su composición «Siento nuestro aliento», que escribió en 1997. Un tribunal falló a favor de Lifshitz y ordenó al cantante y su sello discográfico pagar el 40 % de las regalías de la canción como compensación.

## Sencillos
«Sol, arena y mar» se lanzó como el primer sencillo de Amarte es un placer el 19 de julio de 1999, y alcanzó el número 3 en la lista Billboard Hot Latin Songs y el puesto 2 del Latin Pop Songs en Estados Unidos. El disc jockey estadounidense Danny Saber, hizo una remezcla de la canción que fue publicada como sencillo, que llegó a la posición 2 en España. «O tú o ninguna» fue el segundo sencillo del álbum lanzado el 6 de septiembre de 1999, lideró Hot Latin Songs durante una semana y encabezó dos veces Latin Pop Songs. También se filmó un vídeo musical del tema en San Francisco dirigido por Rebecca Blake, la grabación tuvo lugar a fines de agosto y se estrenó el 13 de septiembre de 1999 para coincidir con el lanzamiento del disco. En el videoclip, Luis Miguel lee una carta que le dejó su interés amoroso y la busca entre la multitud de la ciudad.
El tercer sencillo, «Dormir contigo», se publicó en enero de 2000 y obtuvo el número 2 en Latin Pop Songs y la posición 11 en Hot Latin Songs. En el mismo mes, el videoclip del cuarto sencillo, «Amarte es un placer», fue dirigido por Alberto Tolot y rodado en Bel-Air, California. En el vídeo musical, el cantante entra a una mansión y ve una pintura del Sol ardiente de junio que cobra vida. Hace una serenata en el edificio y luego encuentra a la mujer retratada en la pintura. El vídeo fue nominado en la categoría de mejor clip del año en el campo latino en los Billboard Video Music Awards 2000, pero perdió ante «Ritmo Total» (1999) de Enrique Iglesias. La canción principal alcanzó el lugar 5 en Latin Pop Songs y el puesto 6 en Hot Latin Songs.

## Promoción
Para promocionar el álbum, Luis Miguel comenzó su gira Amarte es un placer Tour el 9 de septiembre de 1999 en Gijón, España. En Madrid, realizó tres espectáculos con entradas agotadas, y pasó un mes de gira por España. Sus presentaciones en Barcelona, Marbella y Tenerife estuvieron entre los conciertos más taquilleros del país en 1999. El cantante luego recorrió Sudamérica, donde actuó en Argentina, Brasil, Chile, Uruguay y Venezuela. En Argentina, atrajo a más de 50 000 asistentes a sus recitales. Sus ocho presentaciones en Chile tuvieron más de 101 800 espectadores, las mayores audiencias del año para un artista allí. La primera etapa de la gira terminó el 11 de diciembre de 1999 en Maracaibo, Venezuela. Se planeó un concierto para el San José Arena en California en la víspera de Año Nuevo, pero se canceló porque el ingreso bruto no satisfacía los requisitos de Luis Miguel.

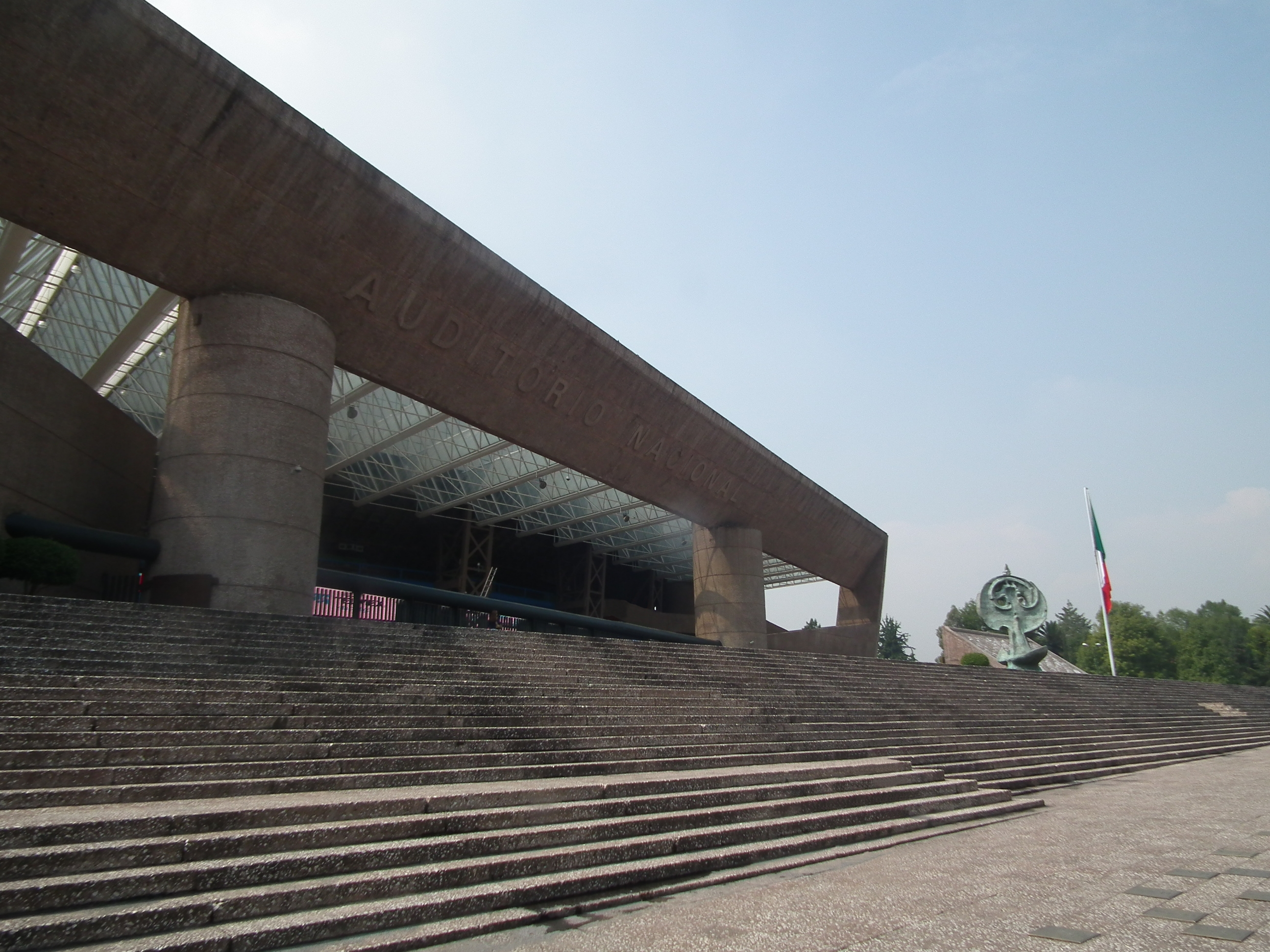
Luis Miguel realizó veintiún presentaciones consecutivas en el Auditorio Nacional de Ciudad de México; batió la marca anterior de veinte que tenía el grupo mexicano Timbiriche y estableció el récord de mayor número de asistentes con un recuento total de 255 000 personas.

Luis Miguel comenzó la segunda etapa de su gira en el Centennial Garden en Bakersfield, California, el 1 de febrero de 2000. Dos días después, se presentó en el Anfiteatro Gibson en Los Ángeles, California, durante cinco noches consecutivas, atrajo a más de 24 000 espectadores. En el mismo mes, realizó cuatro conciertos en el Radio City Music Hall en Nueva York y recaudó 1.4 millones USD. También apareció en Mineápolis el 12 de febrero y en Fairfax el 14 de febrero. Después de sus recitales en Radio City Music Hall, realizó 21 espectáculos consecutivos en el Auditorio Nacional de la Ciudad de México a partir del 24 de febrero. Al batir la marca anterior de 20 que lo tenía el grupo mexicano Timbiriche, Luis Miguel también estableció el récord de mayor número de asistentes con un recuento total de 255 000 personas.
El cantante regresó a Estados Unidos el 24 de marzo de 2000, presentándose en varias ciudades, que incluyeron Miami, Chicago, Atlantic City y Houston. Más tarde dio cinco espectáculos en Monterrey, México, del 13 al 17 de abril de 2000. Después de algunos conciertos más en Estados Unidos, finalizó la gira en San Diego, California, el 6 de mayo de 2000. El artista tuvo la 23° gira de mayor recaudación en Estados Unidos ese año, con unos ingresos superiores a los 15.7 millones USD de sus 44 recitales en el país. También fue reconocida por la Agencia William Morris como la gira de mayor ganancia por un artista de habla hispana.
A Luis Miguel le acompañó una banda de 13 integrantes durante su gira que incluían trompas, teclados, guitarras y tres cantantes femeninas de respaldo. Su espectáculo de una hora y media consistió principalmente en canciones pop y baladas de Amarte es un placer y de su carrera, así como un popurrí de boleros de la serie Romance. Durante sus conciertos en Monterrey, se le unió la banda Mariachi 2000 de Cutbert Pérez y realizó versiones en vivo de «Y» de Mario De Jesús Báez y «La bikina» de Rubén Fuentes. Los recitales incluían una gran pantalla en directo detrás del escenario y presentaban fuegos artificiales y confeti.
De las presentaciones de Luis Miguel en Los Ángeles, el editor de The Orange County Register, Daniel Chang, comentó que «ofreció un espectáculo con clase que fue tan divertido de ver como de escuchar». Señaló que el cantante «emula una energía contagiosa a través de expresiones faciales dramáticas, contorsiones similares a la posición fetal y arrebatos físicos al compás de la música», y felicitó sus movimientos de baile y los escenarios visuales. Sobre su concierto en Houston, Michael D. Clark, del Houston Chronicle, escribió que el artista «demostró, una vez más, que no es necesario cambiar los idiomas para llegar al público estadounidense». Observó que el intérprete parecía «decidido a equilibrar el optimismo con el exceso» en contraste con sus conciertos anteriores, que estaban dominados por baladas. Clark estaba decepcionado de que los boleros se cantaran en popurrí, lo que no permitió que ninguno de ellos se destacara.
Jon Bream comentó en el Star Tribune que la presentación de Luis Miguel en Mineápolis fue «uno de los espectáculos de conciertos más ambiciosos jamás presentados en el teatro» y que el cantante tuvo una «presencia cautivadora», pero agregó que su música «no era particularmente distintiva». Comparó las canciones de ritmo rápido del artista con Earth, Wind & Fire, aunque sin la «sofisticación rítmica y jazzística», consideró que sus baladas eran un «pop conservador, bañado en cuerdas sintetizadas con filigrana de cuerno como Chicago», y se desilusionó por la elección de Luis Miguel de interpretar sus boleros en popurrí.
El 24 de octubre de 2000, WEA Latina lanzó el álbum en directo de Vivo y el vídeo de los conciertos de Luis Miguel en Monterrey. El editor de AllMusic, Perry Seibert, le dio al disco dos de cinco estrellas. Criticó su falta de subtítulos y materiales complementarios, pero afirmó que no debería «disuadir a los seguidores de la música latina de ver este entretenido DVD de Warner Bros».

## Recepción de la crítica
En su lanzamiento, Amarte es un placer recibió críticas mixtas. El editor de AllMusic, José F. Promis, le otorgó dos estrellas y media de cinco estrellas, y señaló que del título «se puede deducir que el material consiste en música romántica, principalmente en forma de baladas». Creía que las secciones de trompeta en «Sol, arena y mar» y «Quiero» le dieron a las canciones una «sensación jazzística, sofisticada y de inclinación adulta» y llamó a «Te propongo esta noche» «una de las canciones más interesantes del álbum». Criticó la inclusión de «baladas exageradas», citó «No me fío» como ejemplo. Promis calificó la producción de «impecable» y concluyó que las baladas son «lo que los seguidores esperan» de Luis Miguel. John Lannert de la revista Billboard no quedó impresionado con el disco; él calificó a «Sol, arena y Mar» como un «número de dance y ritmo rápido aburrido». Mientras Lannert consideraba «Soy yo» y «Dormir contigo» como un «par de baladas románticas conmovedoras» que podrían ayudar al álbum a mantenerse en la cima de las listas latinas de Billboard, opinó que era hora de que el cantante grabara un disco en inglés y que Carey y sus productores lo ayuden. Roger Catlin, del Hartford Courant, dijo que cuando las baladas «se acumulan», el álbum se siente como una «telenovela exagerada de Telemundo». No obstante, elogió el «momento» del artista en las canciones de ritmo rápido y dijo que su voz hace que las canciones de dance sean más «emocionantes».
Joey Guerra, del Houston Chronicle, le dio al álbum dos estrellas y media de cada cuatro, dijo que estaba decepcionado con la producción por sonar demasiado similar a las grabaciones anteriores de Luis Miguel. Reconoció que el cantante era capaz de manejar temas de amor debido a su «voz rica y profunda» en canciones como «Tu mirada», «Soy yo» y «O tú o ninguna», pero creía que «se mete en problemas» en el dance como lo hizo en sus discos anteriores. Reprendió a «Sol, arena y mar» por su «mezcla tibia de trompas estridentes y letras sin inspiración» y dijo que los otros temas «no les va mejor»; criticó el uso excesivo de las trompas en cada melodía de ritmo rápido como «anticuado» y «repetitivo». Mario Tarradell de The Dallas Morning News escribió una crítica más positiva del álbum, felicitó a «Te propongo esta noche» y elogió las baladas «Dormir contigo» y «Ese momento» como «sensuales y solemnes». Tarradell finalizó su revisión al describir a Amarte es un placer como un «equilibrio agradable entre las baladas de altura y las rutinas de maderas preciosas». La editora del Miami Herald, Leila Cobo, estaba decepcionada con el disco. Ella escribió que aunque la voz de Luis Miguel todavía es «deslumbrante», la producción sonaba «anticuada». Encontró que «Tú, sólo tú» y «Dímelo en un beso» son «disfraces que no tienen el empuje para llevarte a la pista de baile». Cobo también comentó que las canciones sufrían de una falta de «fuertes ganchos o melodías» a pesar de que el artista tenía la capacidad de «elevar prácticamente cualquier estilo». Aun así, Cobo elogió a «Dormir contigo» por sus «pocas letras memorables» y «No me fío» por sus arreglos.
Fred Shuster, del Los Angeles Daily News, calificó el disco como tres de cuatro estrellas y felicitó los arreglos que consideró «hermosos». Creía que los mejores temas fueron los que Luis Miguel coescribió y destacó «Sol arena y mar» y «O tú o ninguna» como sobresalientes. El crítico de Los Angeles Times, Ernesto Lechner, le dio al álbum dos y media de cuatro estrellas, lamentó que «continúa la búsqueda desalentadora del pop latino para la producción más brillante imaginable». Encontró que las baladas estaban «empapadas en acompañamiento orquestal», aunque elogió las composiciones de Manzanero. En cualquier caso, Lechner opinó que las canciones de ritmo rápido «carecen de la sofisticación que define a la mayoría del pop actual». Richard Torres, quien escribió una crítica más favorable del disco para Newsday, dijo que Amarte es un placer continúa con el talento de Luis Miguel de infundir «canciones de antorchas exuberantemente orquestadas con verdadera pasión». Elogió su voz por transmitir la «vertiginosa oleada de romance seguido por el dolor del amor perdido». También admiraba los temas de dance por sus estilos musicales y proclamó a las composiciones escritas por Manzanero como las mejores canciones.
Daniel Chang del Orange County Register calificó el disco con tres estrellas y media de cinco estrellas y aprobó la entrega de la voz de Luis Miguel, así como las canciones que lo ayudan a transmitir su mensaje. Chang señaló que «incluso en números más débiles, Miguel lo hace funcionar». El editor de The San Diego Union-Tribune, Ernesto Portillo, Jr. le dio al álbum tres de cuatro estrellas. Si bien consideró «Sol, arena y mar» como una «melodía pop alegre que suena vagamente a los números anteriores de Miguel impulsados por trompas», creía que el cantante sobresalía mejor en las baladas y citó «Soy yo» como ejemplo. Llamó al disco el mejor fuera de la serie Romance.
Eliseo Cardona, escribió para El Nuevo Herald, que aunque el estilo musical del artista no evoluciona, aún conserva la delicadeza requerida para producir un álbum, y comentó que los elementos de jazz y la sinfonía funcionan bien en el disco. El periódico Crítica encontró el disco «completo, variado y sorprendente» debido a su diversidad musical, también felicitó al cantante por la producción y dijo que «Sol, arena y mar» era «un tema fuerte, rítmico, acompasado, para sentir el verdadero verano y las olas del mar». En el sitio PijamaSurf, el escritor Ivan Uriel realizó una lista de los mejores discos de Luis Miguel y Amarte es un placer ocupó el 7° lugar. Uriel mencionó que era «poesía lírica, emotiva, profunda, desgarradora desde sus acordes» y elogió la voz del artista.

## Premios
En la 42.ª entrega de los Premios Grammy en 2000, Amarte es un placer recibió una nominación a mejor interpretación pop latino, que obtuvo Tiempos de Rubén Blades. Ese mismo año, en la ceremonia inaugural de los Premios Grammy Latinos, Luis Miguel ganó los Premios Grammy Latinos al álbum del año, mejor álbum pop vocal y mejor álbum de pop vocal masculino (por «Tu mirada»). El cantante no asistió a la gala de premiación y rechazó una invitación para actuar. En los 12° Premios Lo Nuestro, fue nominado para álbum pop del año, pero perdió ante Supernatural de Santana.
El disco ganó el premio al álbum pop del año para un artista masculino en los Premios Billboard de la música latina 2000. Luis Miguel recibió dos nominaciones en El Premio de la Gente 2000 en las categorías de artista masculino o grupo pop y álbum del año; perdió ambos premios ante Maná MTV Unplugged de Maná. En Argentina, fue nominado a mejor artista latino masculino y mejor álbum latino por Amarte es un placer en los Premios Gardel 2000 y galardonado como mejor álbum latino en los Premios Amigo 1999 en España. El disco fue nominado en la categoría de mejor álbum pop por un artista masculino en los Premios Globo 1999, que fue otorgado al disco homónimo de Ricky Martin.

## Recepción comercial
Amarte es un placer comenzó a distribuirse en el mercado el 13 de septiembre de 1999. En Estados Unidos, el disco debutó en la cima de los Billboard Top Latin Albums el 2 de octubre de 1999, al suceder a Bailamos Greatest Hits de Enrique Iglesias. El disco se mantuvo nueve semanas en esta posición y luego fue reemplazado por Desde un Principio: From the Beginning de Marc Anthony. Alcanzó el número 36 en la lista Billboard 200, su debut más alto fuera de los álbumes Romance, y vendió más de 35 000 copias en su primera semana. Terminó 1999 como el decimoquinto disco latino más vendido en Estados Unidos y recibió la certificación de oro de la Recording Industry Association of America por poner a la venta 500 000 unidades.
En España, el disco debutó en la cima de la lista de álbumes y fue certificado seis veces platino por los Productores de Música de España por la venta de 600 000 copias. En Argentina, Amarte es un placer alcanzó el número 6 en el conteo de discos y recibió la certificación de quíntuple platino por vender 300 000 unidades. En Chile, fue certificado cuádruple platino y fue el segundo álbum más vendido de 1999 en el país. En México, fue certificado quíntuple platino por la Asociación Mexicana de Productores de Fonogramas y Videogramas. En otras partes de América Latina, recibió una certificación de platino en Venezuela y disco de oro en Bolivia, Paraguay y Uruguay. Amarte es un placer ha vendido más de 3 millones de copias en todo el mundo a partir de 2007.

## Lista de canciones
Todos los temas producidos por Luis Miguel.

| Amarte es un placer |                          |                                                                |                                             |          |  |
| N.º                 | Título                   | Letras                                                         | Música                                      | Duración |  |
| 1.                  | «Tu mirada»              | Alejandro Asensi                                               | Luis Miguel Francisco Loyo                  | 4:09     |  |
| 2.                  | «Soy yo»                 | Armando Manzanero                                              | Armando Manzanero                           | 3:55     |  |
| 3.                  | «Sol, arena y mar»       | Luis Miguel Arturo Pérez                                       | Francisco Loyo Salo Loyo                    | 3:18     |  |
| 4.                  | «O tú o ninguna»         | Juan Carlos Calderón                                           | Juan Carlos Calderón                        | 3:16     |  |
| 5.                  | «Quiero»                 | Luis Miguel Roland Kortbawi Alejandro Asensi                   | Francisco Loyo                              | 4:36     |  |
| 6.                  | «Dormir contigo»         | Armando Manzanero                                              | Armando Manzanero                           | 4:15     |  |
| 7.                  | «Dímelo en un beso»      | Luis Miguel Salo Loyo                                          | Francisco Loyo Victor Loyo                  | 4:36     |  |
| 8.                  | «No me fío»              | Juan Carlos Calderón                                           | Juan Carlos Calderón                        | 3:45     |  |
| 9.                  | «Te propongo esta noche» | Luis Miguel Juan Carlos Calderón Arturo Pérez Alejandro Asensi | Luis Miguel Juan Carlos Calderón            | 6:11     |  |
| 10.                 | «Tú, sólo tú»            | Luis Miguel Arturo Pérez                                       | Luis Miguel                                 | 4:19     |  |
| 11.                 | «Ese momento»            | Armando Manzanero                                              | Armando Manzanero                           | 3:49     |  |
| 12.                 | «Amarte es un placer»    | Juan Carlos Calderón                                           | Juan Carlos Calderón Marcos Lifshitz [ 23 ] | 3:31     |  |

## Personal
Adaptado de AllMusic y las notas de Amarte es un placer:

### Créditos
Bajos
- Jerry Hey
- Gary Grant
- Dan Higgins
- Bill Reichenbach
- Chuck Findley

Coros
- Carlos Murguía
- Natisse Jones
- Kenny O'Brien-Paez
- Giselda Vatcky
- Will Wheaton
- Terry Wood
- María del Rey

Concertino
- Bruce Dukov
- Ralph Morrison

Baterías
- Vinnie Colaiuta («Quiero», «Tú, sólo tú», «No me fío»)
- Victor Loyo («Dímelo en un beso», «Ese momento», «Sol, arena y mar», «Te propongo esta noche», «Tu mirada», «Dormir contigo», «O tú o ninguna», «Soy yo»)

Guitarras
- Paul Jackson, Jr. («Quiero», «Tú, sólo tú», «Dímelo en un beso», «Sol arena y mar», «Te propongo esta noche»)
- Michael Landau («Tu mirada», «Dormir contigo», «No me fío», «O tú o ninguna»)

Teclados
- Robbie Buchanan («Dormir contigo», «Soy yo», «No me fío», «O tú o ninguna», «Amarte es un placer»)
- Michel Colombier («Ese momento»)
- Francisco Loyo («Quiero», «Tú, sólo tú», «Dímelo en un beso», «Sol, arena y mar», «Te propongo esta noche», «Tu mirada»)

Director de orquesta
- Pablo Aguirre («No me fío», «O tú o ninguna»)
- Michel Colombier («Ese momento», «Amarte es un placer»)
- Larry Rench
- Bill Ross («Dormir contigo», «Soy yo»)

Percusión
- Tom Aros («Tú, sólo tú», «Dímelo en un beso», «Te propongo esta noche»)
- Luis Conte («Quiero», «Sol arena y mar»)

Viola
- Bob Becker
- Denyse Buffum
- Carole Castillo
- Brian Dembow
- Suzanna Giordano
- Mimi Granat
- John Hayhurst
- Carrie Holzman

Violín
- Richard Altenbach
- Jenny Bellusci
- Becky Bunnell
- Darius Campo
- Mario DeLeon
- Joel Deroiuin
- Bruce Dukov
- Dave Ewart
- Mike Ferrill
- Kirstin Fife
- Berj Garabedian
- Carmen Garabedian
- Pam Gates
- Julie Gigante
- Endre Granat
- Alan Grunfeld
- Clayton Haslop
- Gwenn Heller
- Lilly Ho Chen
- Pat Johnson
- Karen Jones
- Peter Kent
- Ezra Kliger
- Razdan Kuyumjian
- Natalie Leggett
- Brian Leonard
- Constance Meyer
- Horia Moroaica
- Sid Page
- Katia Popov
- Barbra Porter
- Debbie Price
- Rachel Purkin
- Kathleen Robertson
- Gil Romero
- Jay Rosen
- Marc Sazer
- Kwihee Shamban
- Daniel Shindaryov
- Leonardo Suarz-Paz
- Lesa Terry
- Olivia Tsui
- Mari Tsumura
- Margaret Wooten
- Ken Yereke
- Tiffany Yi Hu

Músicos adicionales
- Alejandro Caballo – bajo sintetizador
- Lalo Carillo – bajo
- Francisco Loyo – sintetizador
- Jeff Nathanson – saxofón

### Créditos técnicos
- Alejandro Asensi – productor ejecutivo
- Carlos Castro – grabación adicional
- Jeri and John Heiden – diseño gráfico
- Francisco Loyo – asistente de producción
- Luis Miguel – productor
- Armando Manzanero – asistencia musical
- Rafa Sardina – ingeniero de audio y mezcla
- Al Schmitt – grabaciones de cuerdas
- John Sorenson – ingeniero de audio y mezcla («Dímelo en un beso», «Tú, sólo tú»)
- Shari Sutcliffe – coordinador de producción
- Alberto Tolot – fotografía

## Listas

### Listas semanales
| Lista (1999)                                | Máxima posición |
| ------------------------------------------- | --------------- |
| Argentina (CAPIF)                           | 6               |
| España (PROMUSICAE)                         | 1               |
| Estados Unidos (Billboard 200)              | 36              |
| Estados Unidos (Billboard Top Latin Albums) | 1               |
| Estados Unidos (Billboard Latin Pop Albums) | 1               |

### Listas anuales
| Lista (1999)                                | Posición |
| ------------------------------------------- | -------- |
| Estados Unidos (Billboard Top Latin Albums) | 15       |
| Estados Unidos (Billboard Latin Pop Albums) | 7        |
| España (PROMUSICAE)                         | 3        |

| Lista (2000)                                | Posición |
| ------------------------------------------- | -------- |
| Estados Unidos (Billboard Top Latin Albums) | 14       |
| Estados Unidos (Billboard Latin Pop Albums) | 7        |
| España (PROMUSICAE)                         | 44       |

## Certificaciones
| País                                                                 | Certificación | Ventas   |
| -------------------------------------------------------------------- | ------------- | -------- |
| Argentina (CAPIF)                                                    | 5× Platino    | 300 000x |
| Bolivia                                                              | Oro           |          |
| Chile (IFPI)                                                         | 4× Platino    | 83 462   |
| España                                                               | 6× Platino    | 600 000^ |
| Estados Unidos                                                       | Oro           | 500 000^ |
| México                                                               | 5× Platino    | 750 000^ |
| Paraguay                                                             | Oro           |          |
| Uruguay (CUD)                                                        | Oro           | 3 000x   |
| Venezuela                                                            | Platino       | 40 000   |
| ^ cifras de envíos sobre la base de la certificación por sí sola     |               |          |
| x cifras no especificadas sobre base de la certificación por sí sola |               |          |